# Diego Correa
Diego Correa (Argentina, 17 de marzo de 2005) es un jugador profesional argentino de rugby que se desempeña en la posición de pilar izquierdo en Dogos XV, equipo perteneciente a la liga Super Rugby Américas.

## Carrera
En 2023, Correa hizo su debut como profesional con el equipo Club Atlético Estudiantes. En 2024 se unió a Dogos XV, disputando su primera temporada en la Super Rugby Américas. También es parte de la Selección juvenil de rugby de Argentina.